# جان مک‌کارتی (بازیکن فوتبال)
جان مک‌کارتی (انگلیسی: John McCartney; ۱ ژانویهٔ ۱۸۷۰ – ۱ ژانویهٔ ۱۹۴۲) بازیکن فوتبال اهل بریتانیا بود.
از باشگاه‌هایی که در آن بازی کرده‌است می‌توان به باشگاه فوتبال سنت میرن و باشگاه فوتبال لیورپول اشاره کرد.